# 蘭格爾山

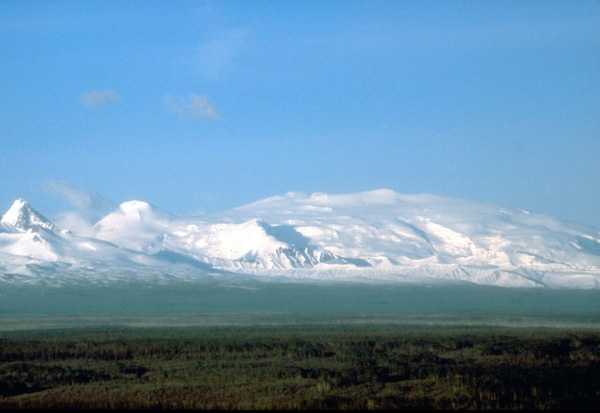
自西南方向遙望蘭格爾山。

蘭格爾山（英語：Mount Wrangell）是一座位於美國阿拉斯加州東南部蘭格爾－聖伊利亞斯國家公園暨保護區內的大型盾狀火山。蘭格爾山海拔高度4,317米，其安山岩組成的山體是在更新世時期形成，最近一次火山噴發在2002年發生。